# Škoda 1203
De Škoda 1203 was een lichte bedrijfswagen het merk Škoda en later ook TAZ. De ontwikkeling begon in 1956, maar serieproductie kon pas in 1968 worden gestart.
Gedurende de productieperiode werden meerdere wijzigingen doorgevoerd aan het model, vooral aan de motor. Na de opheffing van TAZ zette Ocelot de bouw van de Škoda 1203 voort.

## Geschiedenis

### Ontwikkeling

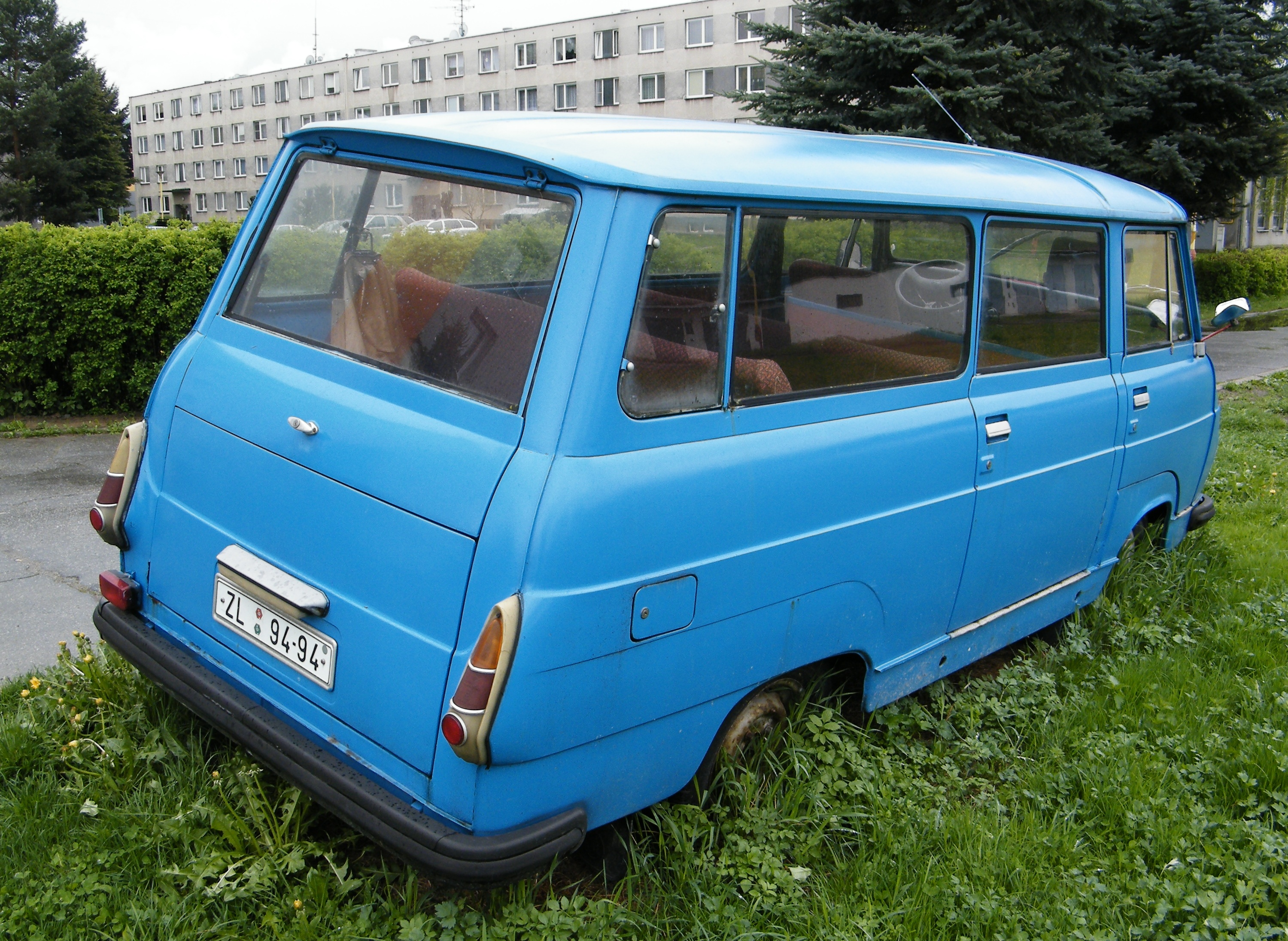
Škoda 1203, achterzijde

In 1956 begon het ontwikkelingswerk van AZNP (Automobilové závody, národní podnik, destijds de naam van Škoda Auto) om een lichte bedrijfswagen met een frontstuurontwerp te ontwikkelen. De hoofdfabriek in Mladá Boleslav produceerde samen met de vestiging in Vrchlabí (Automobilové závody Vrchlabí, afgekort AZV) in hetzelfde jaar nog het eerste prototype voor personenvervoer met de interne naam Š 979. De auto had een laadvermogen van één ton. De motor, transmissie en koppeling waren afkomstig van de Škoda 1201. De motor was in lengterichting voorin gemonteerd en de auto had een dubbele wishbone-ophanging met schroefveren. De achterklep werd naar links geopend.
Vanaf het tweede prototype uit 1957 werd de motor in het midden tussen de voorstoelen geplaatst, zoals ook later bij de serieproductie. Het vijfde prototype werd gebouwd in 1959 met torsievering voor de achteras. De motor had een cilinderinhoud van 1491 cm³ en was bedoeld voor de modernisering van de Škoda 1201 maar is echter nooit seriematig ingezet.
Tot 1965 werden er nog tien prototypes gemaakt, die meer en meer elementen van de latere 1203 kregen. De interne naam voor het latere seriemodel werd gewijzigd in Š 997. Het was echter nog steeds onduidelijk of serieproductie überhaupt ooit zou plaatsvinden.
In 1966 besloot de nationale automobielbouworganisatie de productie van motoren, transmissies en koppelingen uit te besteden aan het staatsbedrijf Kovosmalt in Trnava. De fabriek werd vanwege de productiewijziging omgedoopt tot Trnavské automobilové závody (afgekort TAZ). De start van de productie werd gepland voor 1966 maar kon pas eind 1968 worden gestart vanwege technische problemen en een nog niet gebouwde montagehal. Parallel aan het nieuwe model bleef de Škoda 1202 nog tot 1973 in productie.
Škoda had voor aanvang van het ontwerp met een schuin oog gekeken naar de Barkas B1000 en de bussen van IMV uit Joegoslavië en ZSD Nysa uit Polen. Ondanks de lange ontwikkelingsperiode had de Škoda 1203 een aantal tekortkomingen, zoals matige remmen, een korte wielbasis en slechte verwarming. De motor leverde weinig vermogen en had een stevig verbruik.
De toenmalige Nederlandse Škoda-importeur Englebert zetten in 1971 als "try-out" een Škoda 1203 op de AutoRAI. De markt reageerde al tijdens de beurs afwijzend op dit alternatief voor de bekende Volkswagen Transporter zodat men afzag van daadwerkelijk importeren.

### Productie en wijzigingen

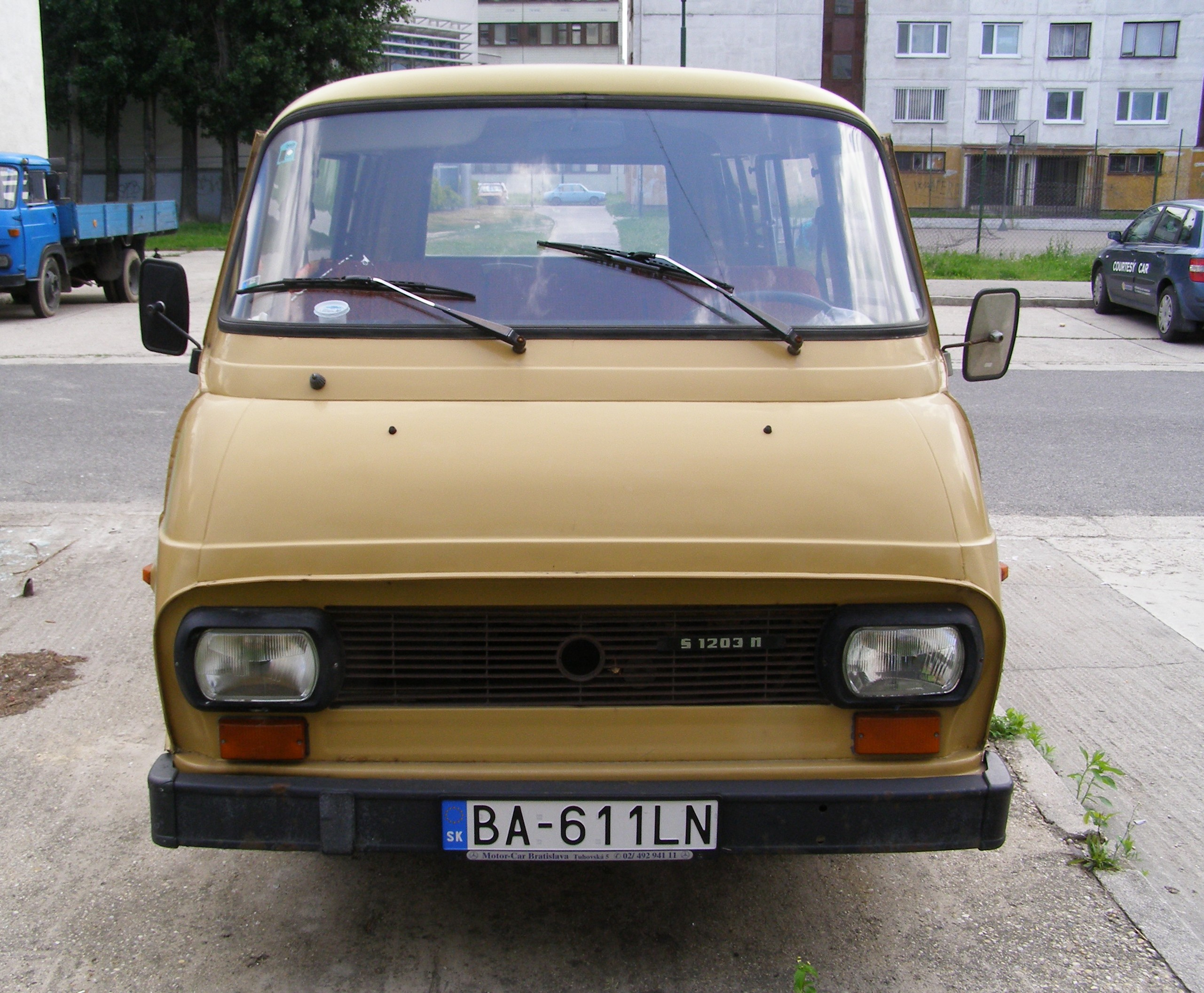
Škoda 1203 M met vierkante koplampen

In 1972 werd de productieorganisatie opnieuw gewijzigd: delen van de productie van Vrchlabí moesten werden verplaatst naar Trnava. In hetzelfde jaar werd tijdens de ontwikkeling van de middenklasse sedan Škoda 1500 een OHC-motor met 1498 cm³ en 62,5 kW (85 pk) gemonteerd. Ook deze motor uit het Škoda 1500V-prototype is nooit in serieproductie genomen.
In 1973 werd de productie van de vooras verplaatst van de onderdelenfabriek Kutná Hora naar Trnava. Later werd de achteras ook in Trnava geproduceerd. Ondertussen werden in april 1973 in de nieuwe productielocatie in Trnava bij wijze van test drie auto's van het 1203-model geproduceerd. Vanaf 1974 werd de Van-variant geproduceerd in Trnava. Tegelijkertijd werd de auto veiliger, economischer en het onderhoud vereenvoudigd. Zo werden een rembekrachtiger, een nieuw deurslot, grotere buitenspiegels en in de carrosserie geïntegreerde deurgrepen gemonteerd. Het olieverbruik werd verminderd en het motorvermogen verhoogd door een tweetrapscarburateur. De typeaanduiding werd net als bij de Škoda 1000 MB tegelijkertijd gewijzigd in Š 776. Qua ontwerp kreeg de auto nieuwe emblemen en werd meer kunststof toegepast. De productie nam de volgende twee jaar enorm toe. In 1976 werden ongeveer 7500 exemplaren geproduceerd in Vrchlabí en ongeveer 2500 in Trnava. Tegelijkertijd begon de productie van de Škoda 120 GLS in de fabriek in Vrchlabí. De gehele bestelwagenproductie werd tot 1981 verplaatst naar Trnava.
De auto kreeg in de jaren tachtig zwarte stalen bumpers en een gescheiden remsysteem met een dubbele rembekrachtiger. De eerste kampeerauto's met uitklapbaar dak werden in 1983 gemaakt.

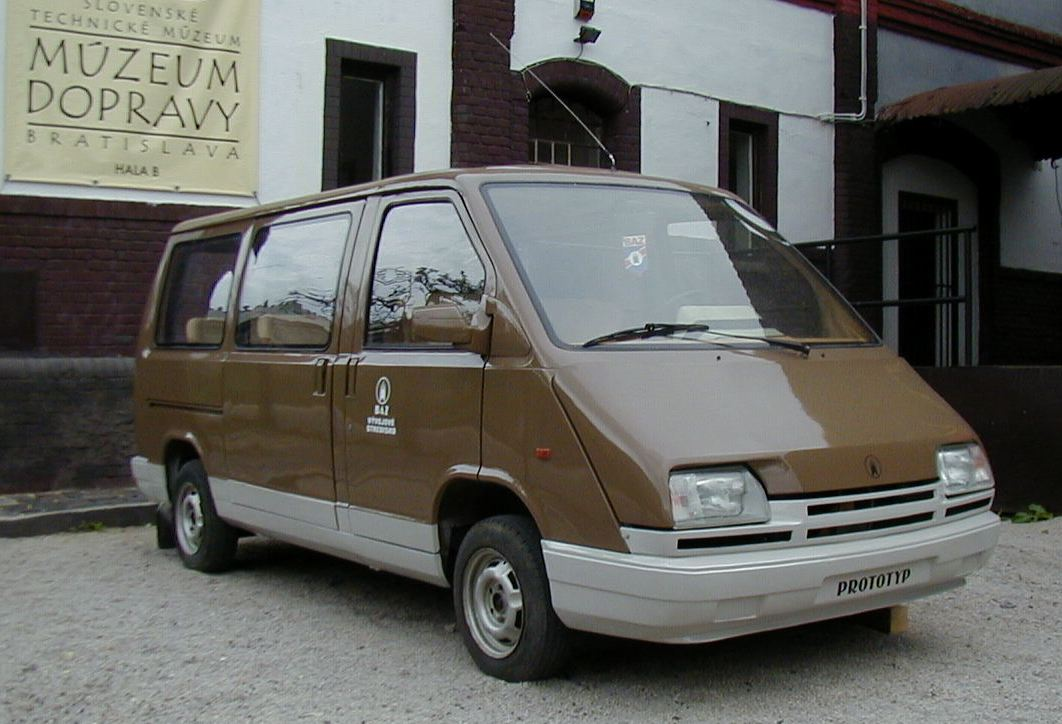
Prototype BAZ MNA 900

Van 1983 tot 1984 werden twee moderne prototypes gemaakt in samenwerking met Bratislavské automobilové závody (afgekort BAZ), zij kregen de namen TAZ I en TAZ II. Zoals bij veel andere projecten in de Comecon (bijvoorbeeld de RGW-auto) werd de verdere ontwikkeling door de overheid gestopt vanwege te hoge financiële investeringen.
In mei 1985 kwam er toestemming voor de lang gewenste prestatieverbetering, de cilinderinhoud werd vergroot van 1221 tot 1433 cm³. Tegelijkertijd werd een vijfversnellingsbak geïntroduceerd. Dit maakte het mogelijk om de topsnelheid te verhogen van 95 naar 110 km/u. Tot vier jaar na de introductie van de nieuwe motor werd de zwakkere motor met de vierversnellingsbak nog steeds als optie aangeboden. Uiterlijk waren beide uitvoeringen voortaan herkenbaar aan de hoekige richtingaanwijzers en de eveneens hoekige koplampen. Tegelijkertijd werd de kleine overhang van het dak boven de voorruit achterwege gelaten, waardoor het verbruik met 4,5% daalde. Het model werd kort verkocht als Škoda 1203 M totdat de aanduiding in 1987 veranderde in TAZ-Š 1203 of TAZ-Š 1500 en opnieuw ronde koplampen werden gemonteerd. In 1986 kreeg de vooras schijfremmen, dat jaar werden 6053 exemplaren geproduceerd. In 1989 werd het remsysteem verder gemoderniseerd.

### Verzelfstandiging van TAZ

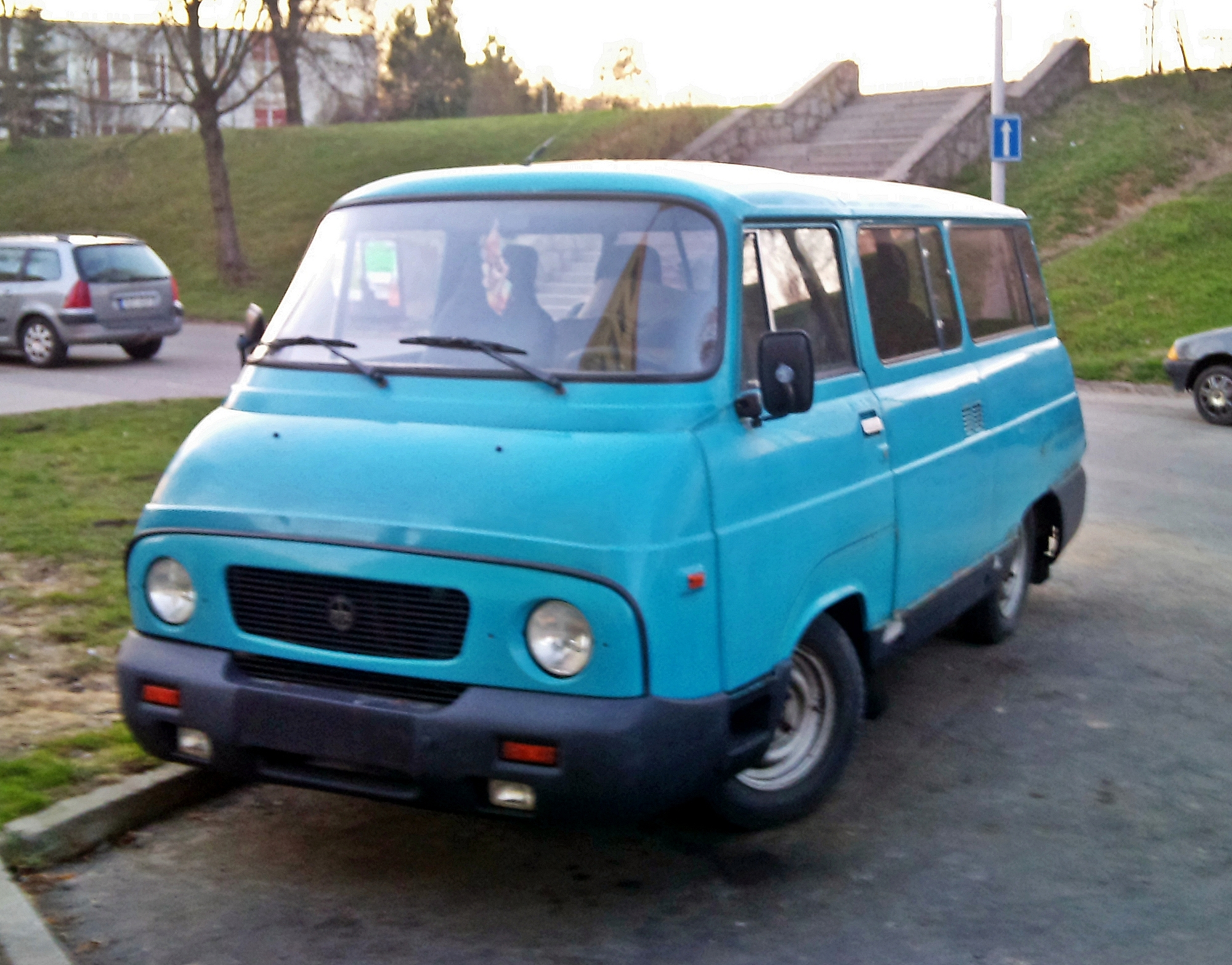
TAZ 1500 (1999)

Na de Fluwelen Revolutie was de lichte bedrijfswagen het belangrijkste voertuig voor nieuw opgerichte of geprivatiseerde werkplaatsen en andere bedrijven in Tsjecho-Slowakije. De bevolking merkte echter al snel dat het model niet kon concurreren met West-Europese auto's op het gebied van economie, veiligheid en motorprestaties. Daarom begon de import van gebruikte bedrijfsauto's van Volkswagen, Ford of FIAT voor de politie en reddingsdiensten. Oude bedrijfsauto's werden snel geëxporteerd of gesloopt.
In 1993 kreeg het model een motormanagementsysteem, optioneel kunststof bumpers of een katalysator. Tijdens de afsplitsing van de autofabriek van Trnava van Škoda werd de auto omgedoopt tot TAZ 1500. Modellen met katalysator kregen de aanduiding TAZ 1500 KAT. In 1994 werden in samenwerking met buitenlandse bedrijven andere prototypes gemaakt, zoals de TAZ Sipox, die echter nooit in productie gingen.
In 1995 werd opnieuw een nieuw model ontwikkeld met een 1,9-liter VW-motor en een Peugeot-transmissie. Twee jaar later werd in een kleine oplage de TAZ 1900 met een VW-dieselmotor gebouwd. Deze had een capaciteit van 1896 cm³. Het model had een gemodificeerde voorzijde en het bijbehorende opschrift TAZ 1900. Tot 1999 werden in totaal 69.727 serievoertuigen gefabriceerd.

### Productie door Ocelot
Het bedrijf Ocelot werd eind 1992 opgericht in Žacléř en hield zich aanvankelijk bezig met de reparatie van auto's en de distributie van reserveonderdelen. In 1994 begon Ocelot met de assemblage van de Š 1203. De carrosserieën en chassisonderdelen werden bij TAZ gekocht en afgewerkt met eigen onderdelen.
In 1999 verwierf Ocelot alle rechten van TAZ en zo keerde na bijna 30 jaar de productie weer terug naar de Tsjechische Republiek, op 16 km afstand van Vrchlabí waar het in de jaren zestig was begonnen. In 1999 begon de productie in een oplage van ongeveer 100 stuks per jaar, grotendeels mogelijk dankzij samenwerkingsbedrijven die in het verleden betrokken waren geweest bij de productie. Zowel het model uit 1997 met stalen bumpers als het model uit 1999 met kunststof bumpers werden bij Ocelot geproduceerd en waren redelijk succesvol op de Tsjechische markt dankzij de lage aanschafprijs, de ruime beschikbaarheid van betaalbare reserveonderdelen en daardoor lage reparatiekosten. Ocelot stelde dat 80% van de onderdelen nieuw was vervaardigd. De rest werd overgenomen van oude voertuigen en gereviseerd.
Omdat veel machines van TAZ in de hoogovens terecht kwamen, werd het steeds lastiger om de productie in stand te houden. Door alle problemen, vooral de toename van zelf te produceren onderdelen en een afname van de verkoop, daalde te productie tot circa dertig auto's in 2006, veertien auto's in 2008 en minder dan tien exemplaren in 2009. Sinds 2003 had het bedrijf zich al toegelegd op de ombouw van de Peugeot Expert en Fiat Scudo tot ambulance om de bestaande Š 1203-ambulances te vervangen. In dat jaar werd ook nog een aanzienlijke hoeveelheid reserveonderdelen geproduceerd, in 2005 gevolgd door de oprichting van een werkplaats voor de revisie en productie van carburateurs, voornamelijk van het merk Jikov. Van 2007 tot 2010 werden grotere aantallen ambulances voor de Slowaakse markt geproduceerd. Nadat de in voorgaande jaren geproduceerde voorraad onderdelen op was, liep de productie van complete Š1203's in 2010 ten einde.

## Modellen
De auto was de enige lichte bedrijfswagen die werd geproduceerd in het toenmalige Tsjecho-Slowakije en daardoor daar de belangrijkste. De staat zag het als noodzaak om een auto te produceren voor politie, brandweer, leger en bedrijfsleven, daarom zijn tijdens de productie verschillende versies gemaakt.
De eerst geproduceerde Van was een bestelwagen zonder achterste zijruiten. Net als de Van was de Com-versie een bestelbus. Deze had ook geen achterste zijruiten maar wel vijf zitplaatsen. De Minibus was een auto met vijf of acht zitplaatsen in de versies Standard of Lux. De Ambulance-variant was bedoeld als ambulance en had twee ligplaatsen achterin en matglazen panelen in het achterste deel. De Rol werd geproduceerd als vervanger van de pick-upversie van de Škoda 1202 en was een pick-up die ook verkrijgbaar was met een dekzeil. Voor begrafenisondernemers was er de Furgon, een zwarte lijkwagen met matglas zoals bij de ambulance. Voor het leger werd de versie V II gebouwd. Naast de basisversies waren er ook speciale carrosserieën voor gastransport, militaire doeleinden of als bergingsvoertuig. Voor de landbouw en het leger werd in een kleine oplage van 23 exemplaren de terreinvaardige Agromobil met de typeaanduiding Š 998 geproduceerd.

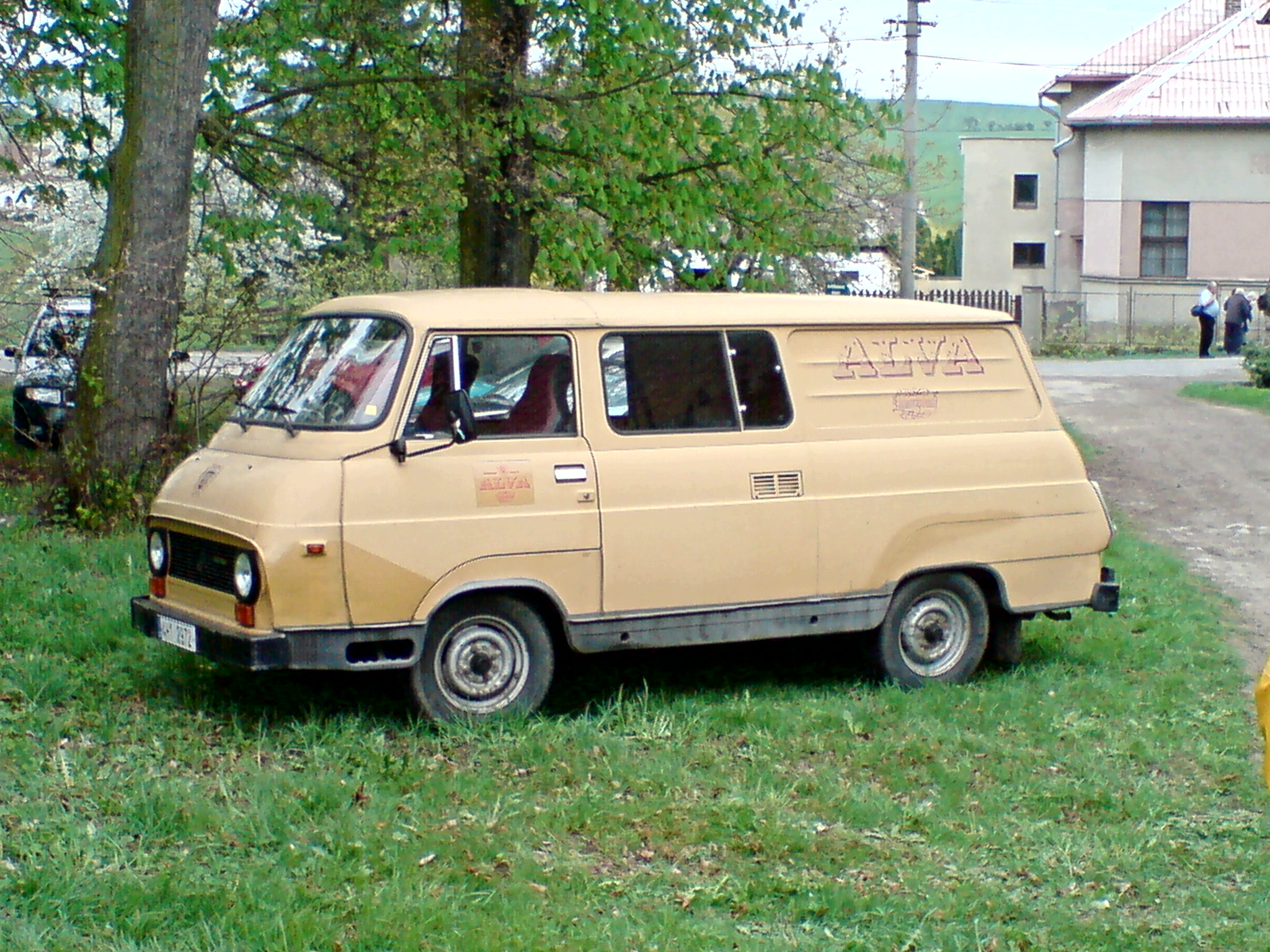
Škoda 1203 Van
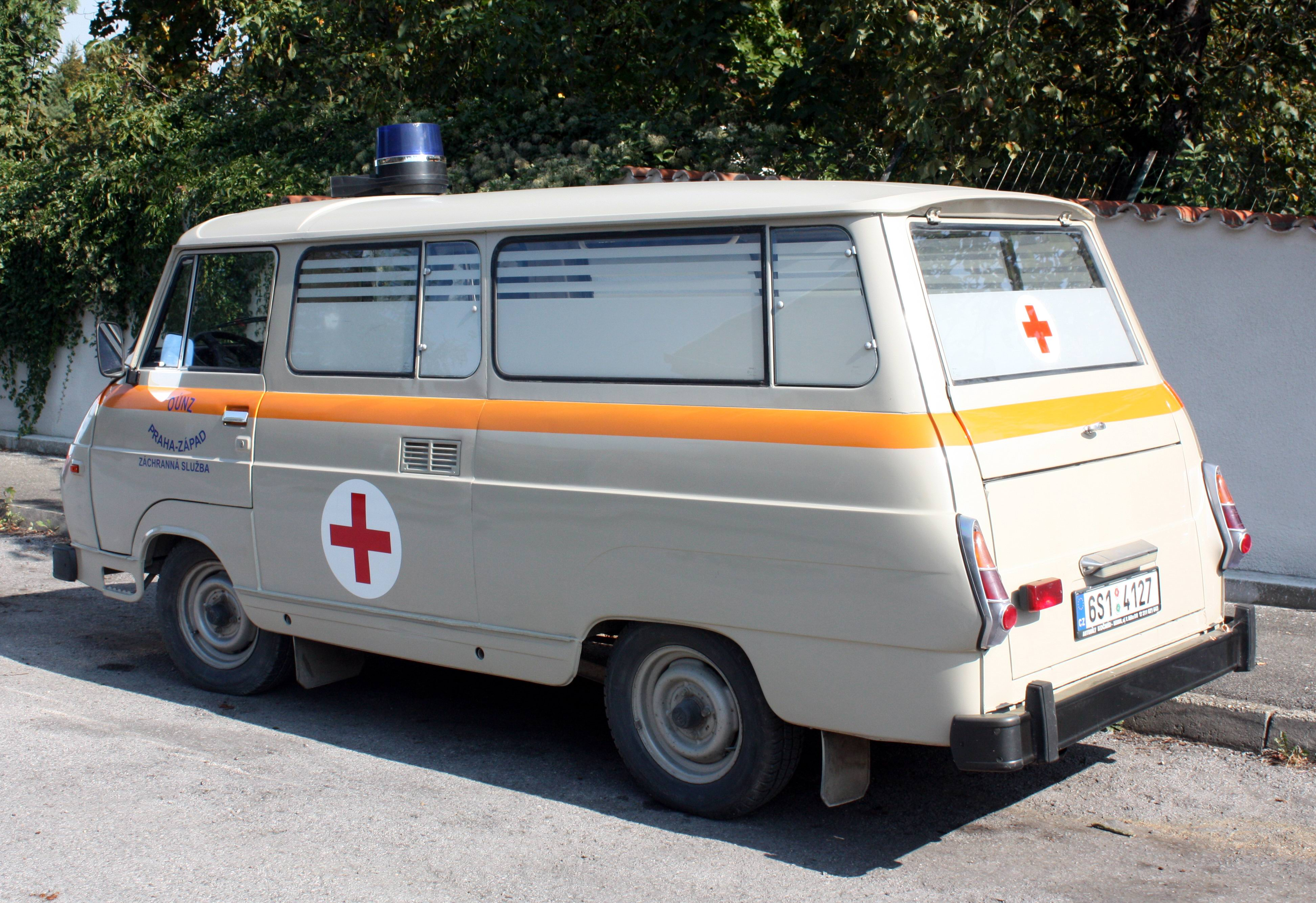
Škoda 1203 Ambulance
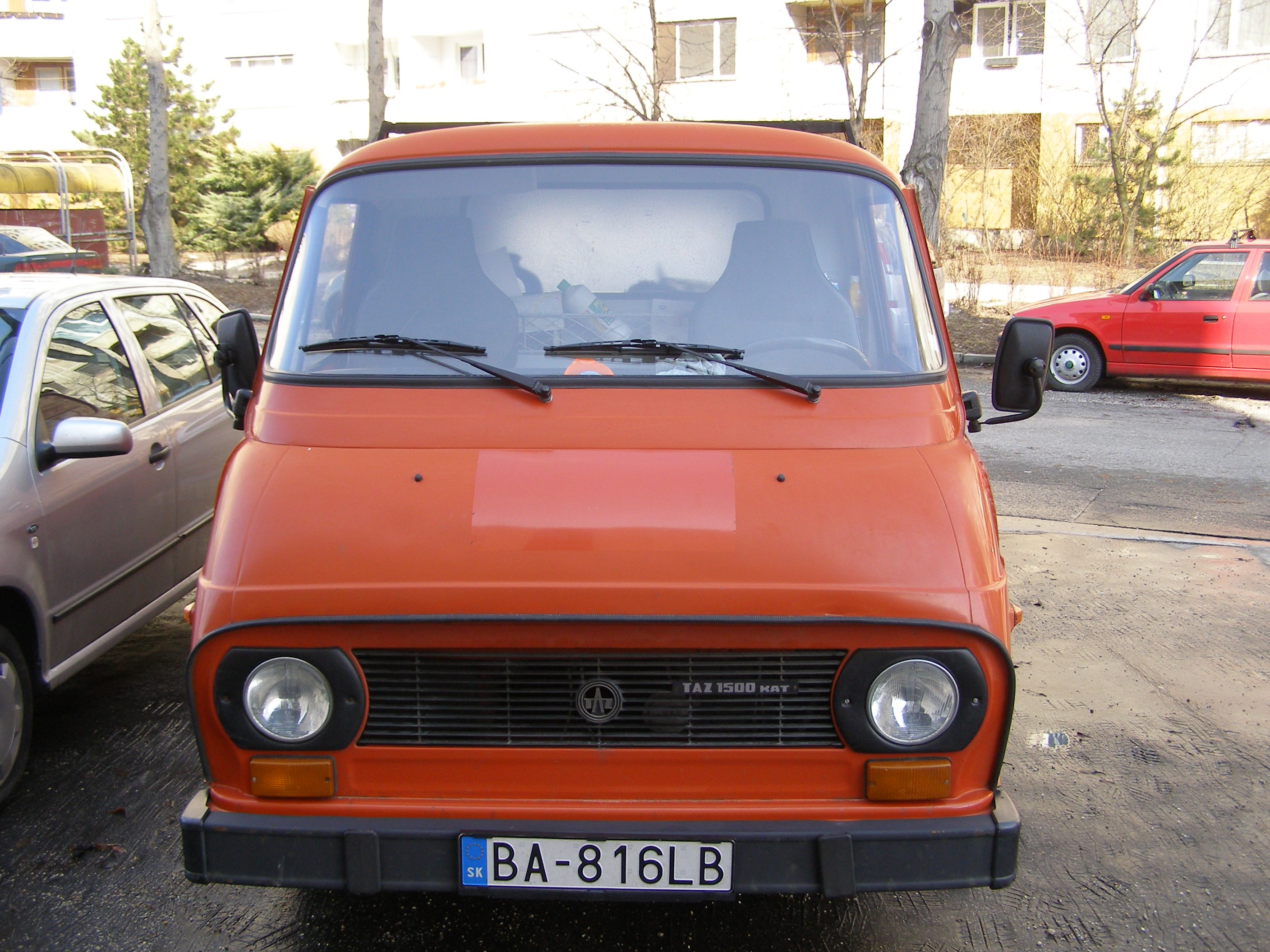
TAZ 1500 KAT Van (pre-facelift)
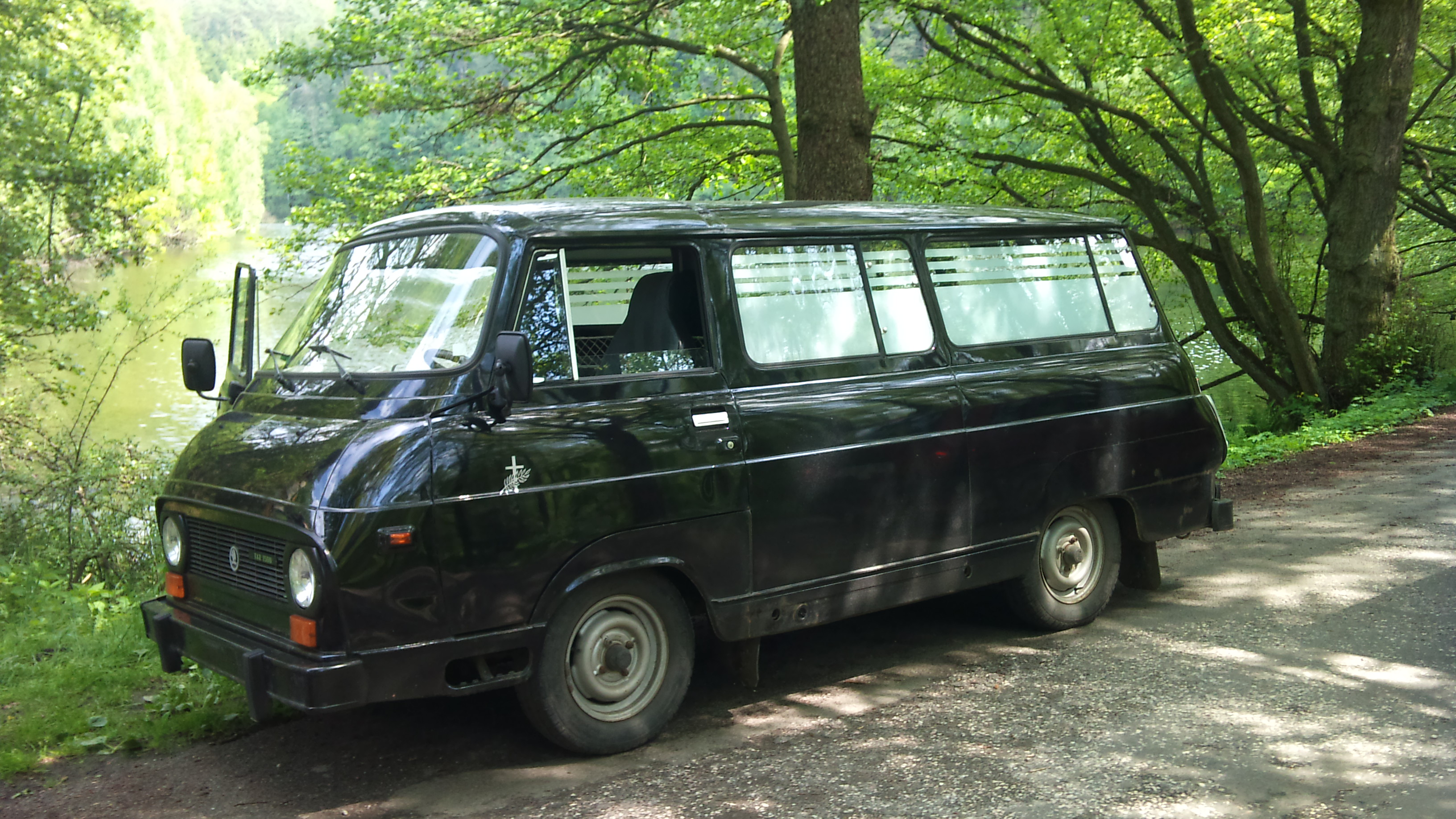
TAZ 1500 Furgon als lijkwagen
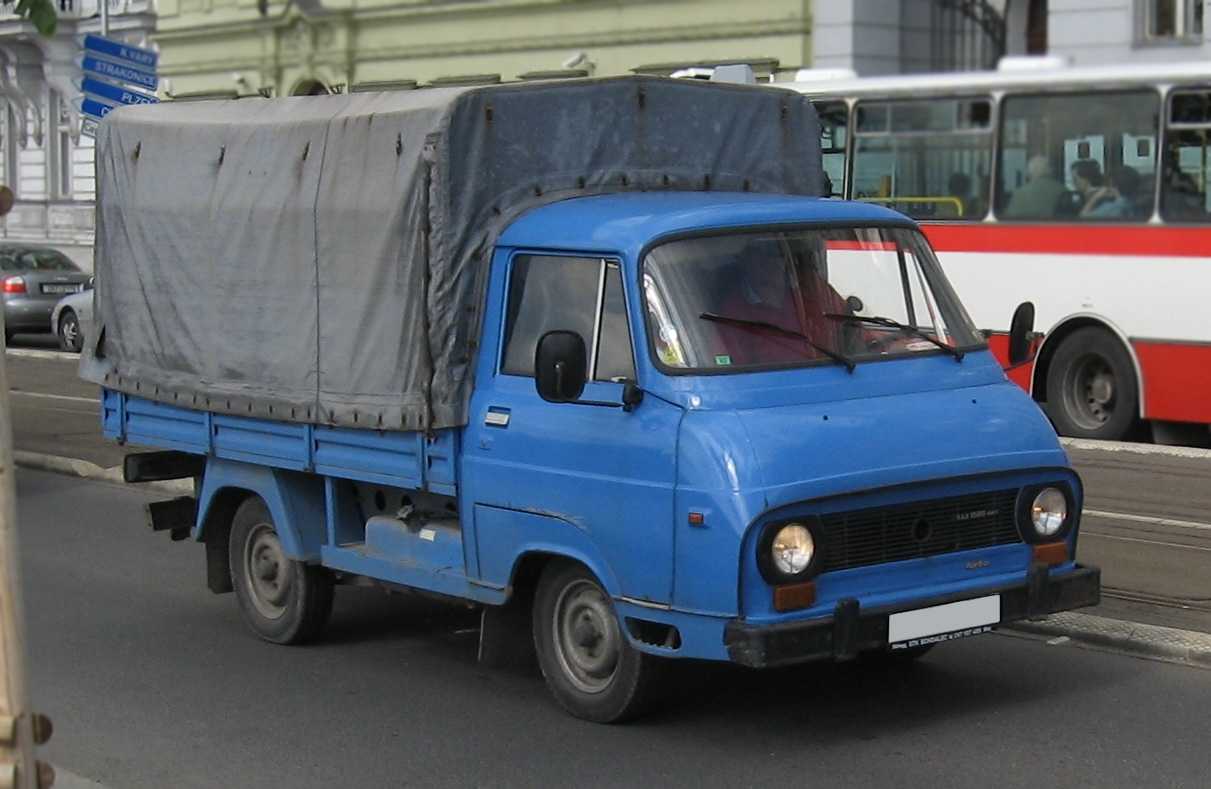
TAZ 1500 KAT Rol

## Uitrusting
De achterlichten en delen van het interieur zijn afkomstig van de Škoda 1000 MB. De motor is een doorontwikkeling van de Škoda 1202. De auto beschikte over een verwarmings- en ventilatiesysteem, geregeld met twee hendels in de middenconsole. Delen van het interieur en vooral het dashboard werden steeds weer van het actuele productieprogramma van de modellen Škoda 100, Škoda 742, Škoda Favorit en uiteindelijk de Škoda Felicia overgenomen en deels aangepast.